# ディディエ・ヤ・コナン
ディディエ・ヤ・コナン （Didier Konan Ya, 1984年5月22日 - ）は、コートジボワール・アビジャン出身の元サッカー選手。ポジションはフォワード。元コートジボワール代表。

## 経歴

### クラブ
コートジボワールの名門ASECミモザ出身。2006年12月、アヤックスやFCナント、アル・ザマレクが獲得に乗り出す中、ノルウェーのローゼンボリBKに移籍した。2007年1月にはコートジボワール年間最優秀選手の候補に浮上したこともある。
2009年8月11日、ハノーファー96に完全移籍した。在籍5年間でブンデスリーガ125試合に出場し39得点18アシストの活躍を残した。
2014年、サウジアラビアのアル・イテハドに完全移籍。
2015年1月28日、ハノーファーへ、半シーズンぶりに復帰することになった。契約は半年間で延長のオプションも付けられていたが、1得点に終わり契約延長オプション行使には至らなかった。
2015年6月25日、2.ブンデスリーガのデュッセルドルフへ移籍。2017年に現役を引退した。

### 代表
コートジボワール代表としては2006年10月5日アフリカネイションズカップ予選のガボン戦で代表デビューした。2011年2月9日のマリとの親善試合で4年ぶりに代表に復帰し、代表初得点を挙げた。

## 所属クラブ
- ASECミモザ 2003-2006
- ローゼンボリBK 2006-2009
- ハノーファー96 2009-2014
- アル・イテハド 2014-2015
- ハノーファー96 2015
- フォルトゥナ・デュッセルドルフ 2015-2017

## 代表歴

### 出場大会
- コートジボワール代表
  - 2014 FIFAワールドカップ

### 試合数
- 国際Aマッチ 26試合 7得点（2006年-2014年）[2]

| コートジボワール代表 | 国際Aマッチ | 国際Aマッチ |
| 年                   | 出場        | 得点        |
| -------------------- | ----------- | ----------- |
| 2006                 | 1           | 0           |
| 2007                 | 2           | 0           |
| 2008                 | 0           | 0           |
| 2009                 | 0           | 0           |
| 2010                 | 0           | 0           |
| 2011                 | 6           | 4           |
| 2012                 | 9           | 1           |
| 2013                 | 6           | 2           |
| 2014                 | 2           | 0           |
| 通算                 | 26          | 7           |